# Baltic Open Air
Das Baltic Open Air (BOA) ist ein Musikfestival im Norden Schleswig-Holsteins, das jährlich seit 2011 stattfindet.

## Beschreibung
Das Festival fand erstmals 2011 auf den Königswiesen und in den folgenden Jahren bis 2016 auf dem ehemaligen Kasernengelände „Auf der Freiheit“ in Schleswig statt, musste dann aus Platzgründen und ungewisser Zukunft des Veranstaltungsgeländes auf das Umland verlegt werden. Seit 2017 findet es auf ansonsten landwirtschaftlich genutzten Flächen der Gemeinden Busdorf und Selk statt, welche unmittelbar an das Schleswiger Stadtgebiet grenzen. Im Jahr 2022 hatte das Festival etwa 12.000 Besucher. Laut Veranstalter soll eine Kapazität von 15.000 Zuschauern pro Tag bzw. gleichzeitig auf dem Gelände auch im nächsten Jahr (2023) nicht überschritten werden.
Das Festival verfügt über eine Hauptbühne – auf der bereits bekannte Bands und Künstler wie Doro Pesch, Helloween, Hammerfall, Frei.Wild, In Extremo, Eisbrecher, Powerwolf, Torfrock, Subway to Sally, Saxon, Airbourne und Uriah Heep auftraten – sowie eine kleine Nebenbühne, auf der weniger bekannte Künstler auftreten, Rock-DJs auflegen, oder das Programm der Hauptbühne übertragen wird.
Am Rande des Festivalgeländes befinden sich mehrere Wiesen und Koppeln, auf denen gegen zusätzliche Gebühr gecampt werden kann. Für 2023 gibt es zwei Campingtarife: Für Frühanreisende (ab Mittwoch) und Anreise ab Donnerstag. Eine zusätzliche Gebühr für Wohnwagen und Wohnmobile, die es bis 2022 gab, entfällt. Für Tagesgäste ist ein separater Parkplatz eingerichtet, sowie ein Shuttleverkehr vom Zentralen Omnibusbahnhof (ZOB)  in Schleswig, der auch den Bahnhof im Stadtteil Friedrichsberg anfährt.  